# Laudakia agrorensis
Laudakia agrorensis är en ödleart som beskrevs av  Ferdinand Stoliczka 1872. Laudakia agrorensis ingår i släktet Laudakia och familjen agamer. Inga underarter finns listade i Catalogue of Life.